# IMTS

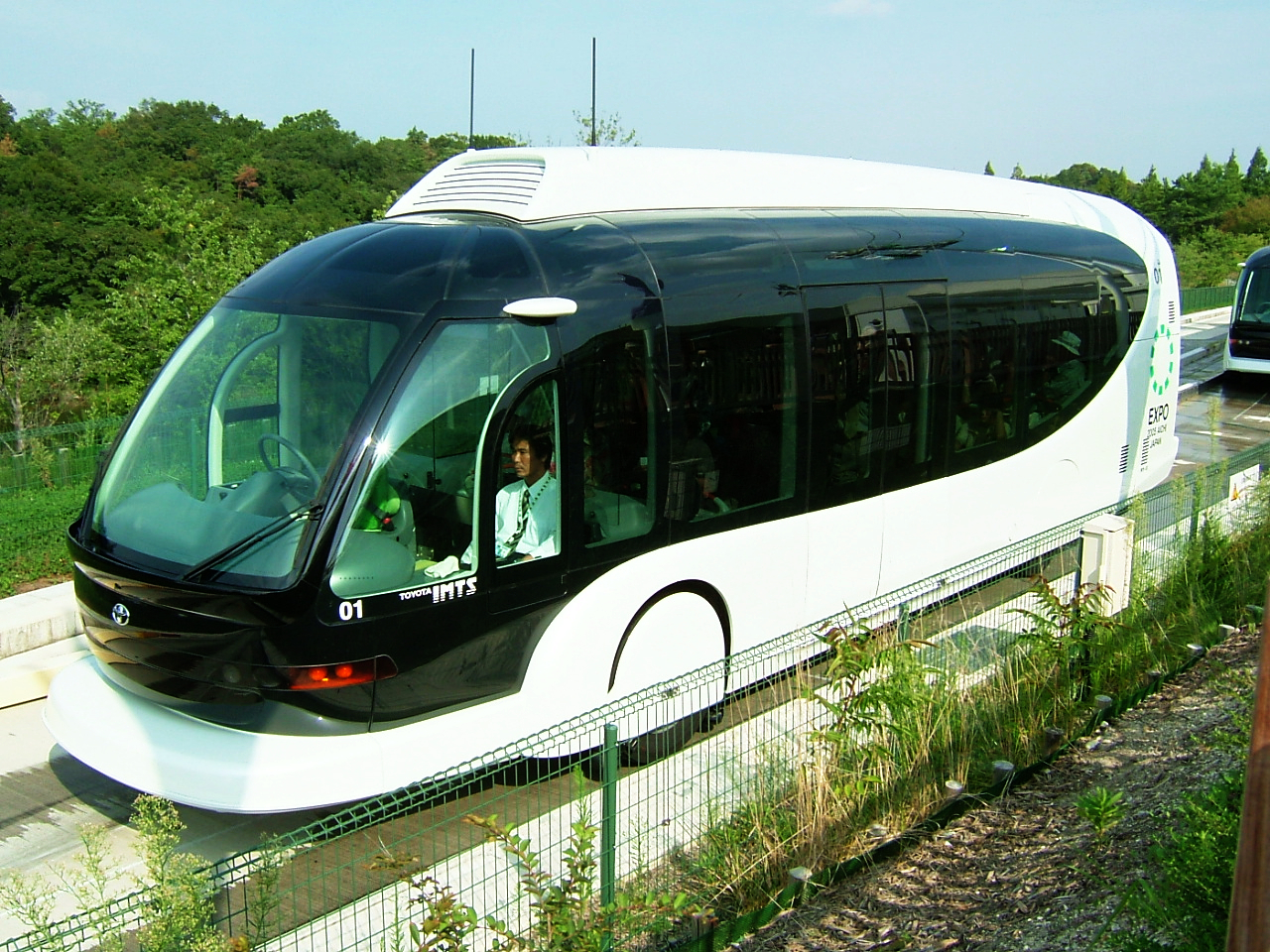
IMTS車両（愛・地球博）

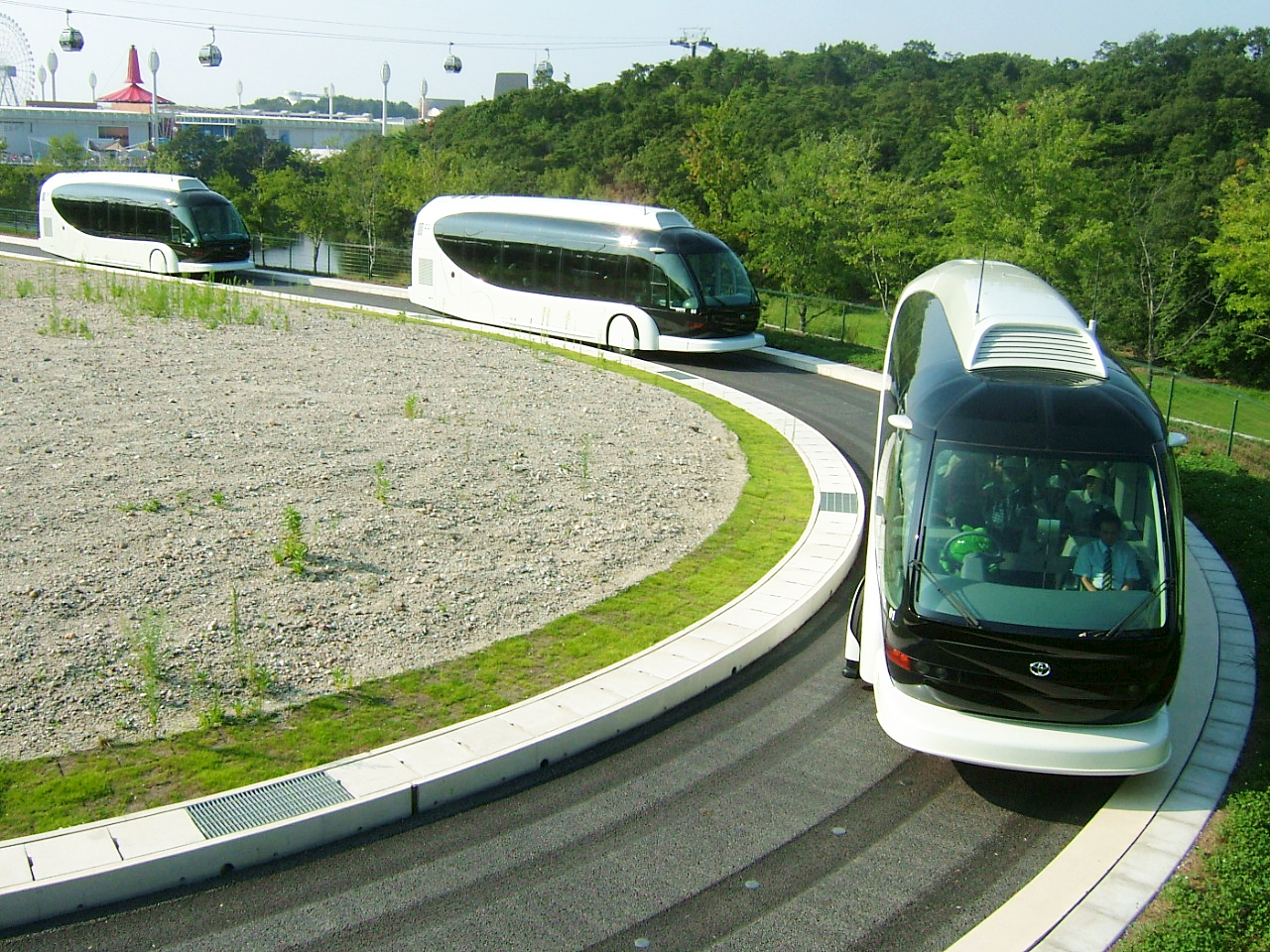
愛・地球博で運行していたIMTS

IMTS（アイエムティーエス、Intelligent Multimode Transit System）は、日本のトヨタグループによる電波磁気誘導式のバスシステム。

## 概要
新交通システム、国の奨励する高度道路交通システム (ITS) の一種でもあり、トヨタ自動車を始めとするトヨタグループが1999年から開発に着手していたもの。レーザーレーダー（愛・地球博時はミリ波レーダー）路車間、車車間通信と、路面に埋め込まれた磁気ネイルによって操舵、誘導される。専用路では、無人で発進、停止、10台程度の隊列走行などの運転ができ、一般道では通常の有人運転によるバスとしての運行が可能とされる。免許では動力車操縦者の磁気誘導式電気車運転免許が必要となる。
テーマパーク・博覧会での走行の実績はあるが、公道での常設路線としては未だに採用されていない。類似システムに、オランダの「フィリアス」、アメリカのラスベガスなどで実用化されている「CiViS」がある。

## 運行とその後
2001年（平成13年）、南あわじ市にある「淡路ファームパーク イングランドの丘」の施設内交通として、初めて敷設された。使用された車両は日野自動車のリエッセを改造したもので、無人の運転席には同施設のシンボルともいえるコアラのぬいぐるみが乗っていた。2008年（平成20年）1月31日を以ってIMTSの運行は終了し、使用していた車両と乗降場のホームドアのみ撤去され、従業員が運転する昆虫や蒸気機関車の形をした牽引車が客車を引くロードトレインの走行路として再活用されている。
2005年日本国際博覧会 (愛・地球博) で、会場内交通手段の一つ（2005年日本国際博覧会協会愛・地球博線）として長久手会場に敷設され、圧縮天然ガス（CNG）を燃料とした低公害バスが2004年（平成16年）8月18日から試験走行を開始し、会期中は運転席にモリゾーやキッコロのぬいぐるみを乗せて走行した。但し、地上側無人運転設備設置無設置の西ゲート駅 - メッセ前バス停間区間は有人運転であった（当然隊列走行も行われない。）。愛・地球博線では法的には鉄道（磁気誘導式鉄道と呼ぶ）として取り扱われており、アウターリアビューミラーが無い事から、車両は当初から公道での走行は考慮されておらず、豊田市がIMTSでの路線バス運行を断念した経緯がある。なお、閉幕後の車両返却に際しては、リアビューミラーが取り付けられ、広瀬工場まで公道（猿投グリーンロード）を自走して回送された。1台がトヨタ博物館に展示されていたが、現在は別の場所へ移設されている。
また、多額の負債を抱え、再建が模索されていた愛知県小牧市の桃花台新交通桃花台線（2006年〈平成18年〉10月1日廃止）への導入が提案されたが、転換には当初の想定以上の費用がかかることが後に判明し、導入は断念された。